# Terranova (Arpaise)
Terranova detta anche Terranova fossaceca, è una frazione di  abitanti del comune Arpaise in provincia di Benevento.

## Storia
Tracce di Terranova esistono sin dal XII o XIII secolo, l'abitato era un presidio militare, l'antico borgo possiede un centro storico fortificato dalle mura medievali attorno un castello, nel XV secolo fu ricostruito, a seguito di distruzione bellica, Terranova fossasecca rimase comune fino al 1834, successivamente la centralità comunale si spostò alla frazione di Arpaise.

## Monumenti e luoghi d'interesse
- Il santuario dei Ss. Cosma e Damiano.[4]
- La cappella del Santo Rosario.